# جوزيف دوناهو
جوزيف دوناهو (بالإنجليزية: Joseph Donahue)‏ هو شاعر أمريكي، ولد في 1954.